# کریستوفر ساتر
کریستوفر ساتر (انگلیسی: Christoph Sauter؛ زادهٔ ۳ اوت ۱۹۹۱) بازیکن فوتبال اهل آلمان است.
از باشگاه‌هایی که در آن بازی کرده‌است می‌توان به باشگاه فوتبال نورنبرگ، باشگاه فوتبال وی‌اف‌آر آلن، باشگاه فوتبال کارلسروهه، و باشگاه فوتبال روت‌وایس اسن اشاره کرد.
وی همچنین در تیم ملی فوتبال جوانان آلمان بازی کرده‌است.